# Campeonato Chileno de Futebol de 1949
O Campeonato Chileno de Futebol de 1949 (oficialmente Campeonato Nacional de Fútbol Profesional de la Primera División de Chile) foi a 17ª edição do campeonato do futebol do Chile. Os clubes jogavam em turno e returno. Deveria haver rebaixamento para a División de Honor Amateur (1950), campeonato de segunda divisão predecessor do Campeonato Chileno de Futebol - Segunda Divisão, mas o clube "Badminton" se fusionou com o Ferroviarios de Chile (o campeão do torneio de segunda divisão deste ano e se manteve nesta divisional.

## Participantes
| Equipe                                        | Cidade        | Região                  | No ano anterior       | Estádio                          | Capacidade | Títulos                          | Participações |
| --------------------------------------------- | ------------- | ----------------------- | --------------------- | -------------------------------- | ---------- | -------------------------------- | ------------- |
| Audax Club Sportivo Italiano                  | La Florida    | Província de Santiago   | Campeão               | Estádio Santa Laura              | 22.375     | 3 (1936, 1946, 1948)             | 17            |
| Club Social y Deportivo Colo-Colo             | Ñuñoa         | Província de Santiago   | Terceiro Lugar        | Estádio Nacional de Chile        | 55.100     | 5 (1937, 1938, 1940, 1944, 1947) | 17            |
| Club Deportivo Magallanes                     | Maipú         | Província de Santiago   | Oitavo Lugar          | Estádio Independência            | 13.500     | 4 (1933, 1934, 1935, 1938)       | 17            |
| Club de Deportes Badminton                    | Santiago      | Província de Santiago   | Décimo Segundo Lugar  | Estádio Santa Laura              | 22.375     | 0 (não possui)                   | 17            |
| Corporación Club de Deportes Santiago Morning | Independencia | Província de Santiago   | Quarto Lugar          | Estádio Santa Laura              | 22.375     | 1 (1942)                         | 14            |
| Club Universidad de Chile                     | Santiago      | Província de Santiago   | Sétimo Lugar          | Estádio Nacional de Chile        | 55.100     | 1 (1940)                         | 12            |
| Club de Deportes Green Cross                  | Santiago      | Província de Santiago   | Décimo Primeiro Lugar | Estádio Nacional de Chile        | 55.100     | 1 (1945)                         | 12            |
| Club Deportivo Universidad Católica           | Las Condes    | Província de Santiago   | Nono Lugar            | Estádio Independência            | 13.500     | 0 (não possui)                   | 11            |
| Unión Española                                | Independencia | Província de Santiago   | Vice Campeão          | Estádio Santa Laura              | 22.375     | 1 (1943)                         | 16            |
| Club de Deportes Santiago Wanderers           | Valparaíso    | Província de Valparaíso | Décimo Lugar          | Estádio Elías Figueroa Brander   | 23.000     | 0 (não possui)                   | 7             |
| Corporación Deportiva Everton de Viña del Mar | Viña del Mar  | Província de Valparaíso | Sexto Lugar           | Estádio Sausalito                | 25.000     | 0 (não possui)                   | 6             |
| Deportes Iberia                               | Los Ángeles   | Provincia de Biobío     | Quinto Lugar          | Estádio Municipal de Los Ángeles | 5.000      | 0 (não possui)                   | 4             |

## Campeão
| Campeão Chileno 1949                                                 |
| -------------------------------------------------------------------- |
| Club Deportivo Universidad Católica (Las Condes) (1º título) Campeão |